# 天主教伊薩瓦爾宗座代牧區
天主教伊薩瓦爾宗座代牧區（拉丁語：Vicariatus Apostolicus Izabalensis）是瓜地馬拉一個羅馬天主教宗座代牧區，直屬教廷。
代牧區前身是一個宗座署理區，成立於1968年4月30日，1988年3月12日升為代牧區。
代牧區位於伊薩瓦爾省，教座位於巴里奧斯港。2010年有教友280,000人（佔轄區總人口66.8%）、十五個堂區、廿四名司鐸。現任宗座代牧為道明·布埃索·萊瓦。